# Laborare est orare
Laborare est orare: frase tardo latina, dal significato letterale: «lavorare è pregare» e senso traslato «anche il lavoro, se fatto con la giusta intenzione, è una preghiera».
La frase ha probabilmente origine dal motto dei monaci benedettini, «ora et labora» (prega e lavora). Si noti come il significato di "labor" dall'originale "fatica" era già passato a quello dell'odierno "lavoro". 
Mentre i benedettini intendevano dire che il monaco non doveva unicamente ritirarsi in preghiera, ma comunque sostentarsi, in questa versione viene in un certo senso presupposto il valore assoluto del lavoro.